# NGC 4233
NGC 4233 est une galaxie lenticulaire située dans la constellation de la Vierge. NGC 4233 a été découverte par l'astronome germano-britannique William Herschel en 1785.

## Caractéristiques

### Distance
Sa vitesse par rapport au fond diffus cosmologique est de 2 620 ± 24 km/s, ce qui correspond à une distance de Hubble de 38,6 ± 2,7 Mpc (∼126 millions d'al).
À ce jour, cinq mesures non basées sur le décalage vers le rouge (redshift) donnent une distance de 35,480 ± 2,661 Mpc (∼116 millions d'al), ce qui est à l'intérieur des valeurs de la distance de Hubble.

## Groupe de NGC 4261 et de M60
Selon un article publié en 2006 par Chandreyee Sengupta et Ramesh Balasubramanyam, NGC 4233 est une galaxie brillante dans le domaine des rayons X et elle fait partie du groupe de NGC 4261 qui comprend au moins 27 autres galaxies brillantes également dans le domaine des rayons X. On trouve parmi ses membres les galaxies NGC 4180, NGC 4197, NGC 4215, NGC 4223, NGC 4255, NGC 4260, NGC 4261, NGC 4269, NGC 4277, NGC 4287, NGC 4292, IC 3155 et UGC 7411.
Ce même groupe est aussi mentionné dans un article publié par A.M. Garcia en 1993, mais il ne comprend que 13 galaxies dont trois ne brillent pas dans le domaine des rayons X : NGC 4241, NGC 4234 et MCG 1-31-30. Trois des galaxies du groupe de Sengupta et Balasubramanyam (NGC 4269, NGC 4292 et IC 3155) font partie d'un autre groupe mentionné par Garcia dans son article, le groupe de NGC 4235 et la galaxie NGC 4255 se retrouve dans le groupe de M61. La galaxie NGC 4223 ne figure pas dans les groupes de Garcia ni dans le groupe de M60, un vaste de groupe de 227 galaxies décrit par Abraham Mahtessian dans un article publié en 1998 dans lequel se retrouve de nombreuses galaxies du groupe de NGC 4261 et des deux groupes de Garcia.
D'autre part, NGC 4233 apparait aussi dans le groupe de M60. Ce groupe comprend plus de 200 galaxies du New General Catalogue et une quinzaine de galaxies de l'Index Catalogue. On retrouve dans ce groupe 11 galaxies du Catalogue de Messier, soit M49, M58, M60, M61, M84, M85, M87, M88, M91, M99 et M100.
Toutes les galaxies de la liste de Mahtessian ne constituent pas réellement un groupe de galaxies. Ce sont plutôt plusieurs groupes de galaxies qui font tous partie d'un amas galactique, l'amas de la Vierge. Pour éviter la confusion avec l'amas de la Vierge, on peut donner le nom de groupe de M60 à cet ensemble de galaxies, car c'est l'une des plus brillantes de la liste. L'amas de la Vierge est en effet beaucoup plus vaste et compterait environ 1300 galaxies, et possiblement plus de 2000, situées au cœur du superamas de la Vierge, dont fait partie le Groupe local,.
De nombreuses galaxies de la liste de Mahtessian se retrouvent dans onze groupes décrits dans l'article d'A.M. Garcia, soit le groupe de NGC 4123 (7 galaxies), le groupe de NGC 4261 (13 galaxies), le groupe de NGC 4235 (29 galaxies), le groupe de M88 (13 galaxies, M88 = NGC 4501), le groupe de NGC 4461 (9 galaxies), le groupe de M61 (32 galaxies, M61 = NGC 4303), le groupe de NGC 4442 (13 galaxies), le groupe de M87 (96 galaxies, M87 = NGC 4486), le groupe de M49 (127 galaxies, M49 = NGC 4472), le groupe de NGC 4535 (14 galaxies) et le groupe de NGC 4753 (15 galaxies). Ces onze groupes font partie de l'amas de la Vierge et ils renferment 396 galaxies. Certaines galaxies de la liste de Mahtessian ne figurent cependant dans aucun des groupes de Garcia et vice versa.